# ゆめみ処ここち湯
ゆめみ処ここち湯（ゆめみどころここちゆ）は神奈川県内においてかつて存在した日帰り入浴施設（スーパー銭湯）のチェーンで、現在では全店舗とも東京建物グループの東京建物リゾート株式会社が運営を行うおふろの王様チェーンに転換している。

## 店舗
株式会社ホットネス（現：東京建物リゾート）に譲渡される以前は相鉄グループの相鉄不動産販売株式会社が運営を行っていた。神奈川県内で以下の4店舗を展開し、大和店を除いて天然温泉の源泉掛け流しを実施。また、当チェーンのマスコットとして「ゆめちゃん」（青髪）、「ここちゃん」（橙髪）という浴衣を着た女の子のキャラクターがいた。
現在では天然温泉の3店舗は「ゆめみ処おふろの王様」に、大和店は「岩盤温熱おふろの王様 高座渋谷駅前店」に名称変更されている。
海老名店
- 所在地 - 神奈川県海老名市柏ケ谷555-1
- アクセス - 相鉄本線かしわ台駅より徒歩4分程
- 泉質 - ナトリウム-塩化物温泉、pH7.7
- 泉温 - 37.7°C
- 湧出量 - 毎分130リットル（地下1,300mより汲み上げ）

相模原店（旧・ざぶん）
- 所在地 - 神奈川県相模原市南区大野台3丁目20−19
- アクセス - 横浜線古淵駅より送迎あり
- 泉質 - ナトリウム-塩化物・炭酸水素塩泉[1]、pH8.2
- 泉温 - 42.6°C

横浜瀬谷店（旧・ざぶん、現・瀬谷店）
- 所在地 - 神奈川県横浜市瀬谷区目黒町24-6
- アクセス - 相鉄本線瀬谷駅および東急田園都市線・小田急江ノ島線中央林間駅より送迎あり
- 泉質 - ナトリウム-炭酸水素塩泉、pH8.4
- 泉温 - 30.3°C
- 湧出量 - 毎分355リットル（地下800mより汲み上げ）

大和店（現・高座渋谷駅前店）
- 所在地 - 神奈川県大和市福田2021-2 複合ビル「IKOZA」内（小田急江ノ島線高座渋谷駅前）
- 人工温泉
- 館内に岩盤浴やリクライニングルーム（休憩室）を設置している（料金プランにより、それぞれ利用できる）

## 沿革
- 2002年4月4日 - 東急不動産株式会社が「ゆめみ処ここち湯 相模原店」の前身となる「ざぶん相模原店」開店[2]
- 2004年6月30日 - 相鉄不動産販売株式会社がゆめみ処ここち湯海老名店予定地で温泉掘削に成功[3]
- 2004年10月5日 - 「ゆめみ処ここち湯 海老名店」開店[4]
- 2005年7月4日 - 東急不動産株式会社が「ゆめみ処ここち湯 横浜瀬谷店」の前身となる「ざぶん瀬谷目黒店」開店
- 2009年4月1日 - 相鉄不動産販売株式会社が東急不動産株式会社より、ざぶん相模原店・瀬谷目黒店の2店舗の事業を承継
- 2009年4月28日 - 「ざぶん相模原店」を「ゆめみ処ここち湯 相模原店」として再オープン
- 2009年6月25日 - 「ざぶん瀬谷目黒店」を「ゆめみ処ここち湯 横浜瀬谷店」として再オープン
- 2010年4月12日 - 「ゆめみ処ここち湯 大和店」開店
- 2014年2月28日 - 株式会社ホットネス（現:東京建物リゾート株式会社）が相鉄不動産販売株式会社より、「ゆめみ処ここち湯」4店舗の事業を承継[5][6]
- 2014年6月6日 - 天然温泉の3店舗は「ゆめみ処おふろの王様」に、大和店は「岩盤温熱おふろの王様 高座渋谷駅前店」に店舗名称を変更